# Chrysacanthia varicella
Chrysacanthia varicella är en insektsart som först beskrevs av Fraser 1951.  Chrysacanthia varicella ingår i släktet Chrysacanthia och familjen guldögonsländor. Inga underarter finns listade i Catalogue of Life.